# دومينيكا لوزاروفا
دومينيكا لوزاروفا مواليد 18 يوليو 1982 في برشيروف، تشيكوسلوفاكيا، هي لاعبة كرة مضرب تشيكية سابقة بدأت مسيرتها كمحترفة سنة 1999، اعتزلت اللعب في 2004. أعلى تصنيف لها في الفردي كان المركز الـ 255 في سنة 2003. أعلى تصنيف لها في الزوجي كان المركز الـ 180 في سنة 2003.

## النهائيات

### الفردي: 5 (2–3)
| الحصيلة | الرقم | التاريخ        | الدورة            | الأرضية | المنافس في النهائي         | النتيجة في النهائي |
| ------- | ----- | -------------- | ----------------- | ------- | -------------------------- | ------------------ |
| الوصافة | 1.    | 3 ديسمبر 2000  | مايوركا، إسبانيا  | ترابية  | روزا ماريا اندريس رودريغيز | 1–4, 0–4, 0–4      |
| الفوز   | 2.    | 10 يوليو 2001  | تورون، بولندا     | ترابية  | بترا راكلافسكا             | 2–6, 6–2, 6–0      |
| الوصافة | 3.    | 14 أكتوبر 2001 | ماكارسكا، كرواتيا | ترابية  | غابرييلا سيملينوفا         | 7–5, 3–6, 5–7      |
| الفوز   | 4.    | 14 أكتوبر 2002 | الجيزة، مصر       | ترابية  | هانا سروموفا               | 7–6(7–2), 6–4      |
| الوصافة | 5.    | 19 مايو 2003   | أولكو، بولندا     | ترابية  | ماجدالينا كيسزكزينسكا      | 2–6, 0–3 انسحاب    |

## روابط خارجية
- دومينيكا لوزاروفا على موقع رابطة محترفات التنس (الإنجليزية)
- دومينيكا لوزاروفا على موقع الاتحاد الدولي لكرة المضرب (الإنجليزية)